# Indian National Congress (Urs)
Der Indian National Congress (Urs), kurz Congress (U) (Kürzel: INC(U)) war eine politische Partei in Indien, die 1978 aus einer Spaltung der indischen Kongresspartei entstand und unter diesem Namen bis 1981 existierte. 1981 nannte sich die Partei in Indian Congress (Socialist) (kurz Congress (S)) um und schloss sich 1986 wieder der Kongresspartei an.
Der Congress (U) wurde von D. Devaraj Urs, dem ehemaligen  Chief Minister von Karnataka als Abspaltung von Indira Gandhis Kongresspartei 1978/79 gegründet. Auf dem Parteitag der Kongresspartei am 1./2. Januar 1978 in Neu-Delhi kam es zum Streit zwischen dem bisherigen Parteipräsidenten Kasu Brahmananda Reddy und der neu gewählten Parteipräsidentin Indira Gandhi. Reddy beanspruchte mit seinen Anhängern weiterhin die Führung der Kongresspartei. Wenig später wurde Reddy durch den Chief Minister von Karnataka Devaraj Urs abgelöst, der diesen Anspruch weiter aufrechterhielt. Schließlich kam es zur Spaltung und die beiden Fraktionen bzw. Parteien, die beide beanspruchten, der legitime Nachfolger der alten Kongresspartei zu sein, erhielten von der indischen Wahlkommission die Bezeichnungen Indian National Congress (Indira) bzw. Congress (I) und Indian National Congress (Urs) bzw. Congress (U) zugewiesen. Führende Persönlichkeiten des Congress (U) waren neben Devaraj Urs, Y. B. Chavan in Maharashtra, Kasu Brahmananda Reddy in Andhra Pradesh, Swaran Singh im Punjab, C. Subramaniam in Tamil Nadu, A. K. Antony in Kerala und Sharad Pawar in Maharashtra. Der politische Schwerpunkt des Congress (U) lag vor allem (aber nicht ausschließlich) in Südindien (Kerala, Karnataka, Goa, Maharashtra).
Nachdem der Congress (U) bei der Parlamentswahl 1980 weit hinter den Erwartungen zurückgeblieben war und nur 5,28 % der Stimmen und 13 Wahlkreise gewonnen hatte, trat Urs von seinem Amt als Chief Minister im Januar 1980 zurück, blieb aber zunächst Parteivorsitzender. Am 26. Mai 1981 verließ Y. B. Chavan, der einzige in Maharashtra 1980 gewählte Congress (U)-Abgeordnete die Partei und schloss sich Indiras Kongresspartei an. Viele Congress (U)-Abgeordnete in den Regionalparlamenten von Maharashtra und Karnataka unternahmen in den folgenden Wochen denselben Schritt. Am 5. August 1981 berief Congress (U)-Mitglied Jagjivan Ram eine Versammlung ein, auf der er sich anstelle von Devaraj Urs zum Parteipräsidenten wählen ließ. Daraufhin wurde Ram aus der Partei ausgeschlossen und gründete eine eigene Partei, den National Congress (Jagjivan).
Im September 1981 übernahm Sharad Pawar die Führung des Congress (U), der sich anschließend in Indian Congress (Socialist) (IC(S)), kurz Congress (S) umbenannte. Im Jahr 1984 spaltete sich eine Fraktion unter dem früheren Chief Minister von Assam Sarat Chandra Sinha, unter dem Parteinamen Indian Congress (Socialist) – Sarat Chandra Sinha (ICS(SCS)), ab. Bei der Parlamentswahl 1984 erhielt der IC(S) 1,52 % der Stimmen und gewann 4 Wahlkreise. Im Jahr 1986 vereinigte sich der verbliebene Congress (S) wieder mit der indischen Kongresspartei. Der ICS(SCS) schloss sich 1999 der neu gegründeten Nationalist Congress Party unter Sharad Pawar an.